# Asgard (Stargate)
Gli Asgard sono una specie aliena immaginaria dell'universo fantascientifico di Stargate.
Gli Asgard sono una razza benevola, altamente progredita ed evoluta proveniente da un'altra galassia che visitò la Terra in molte occasioni, dando origine alle più antiche leggende nordiche. La loro razza fece parte dell'Alleanza delle quattro grandi razze e il loro scopo nella Via Lattea consiste principalmente nel trovare una cura al loro problema genetico e, nel contempo, opporsi ai Goa'uld e ai Replicatori. Durante la serie Stargate SG-1, gli Asgard vengono più volte paragonati agli alieni grigi citati nel presunto Incidente di Roswell.
Come civiltà, gli Asgard sono, all'epoca di Stargate SG-1, la razza più avanzata nell'universo conosciuto, rivaleggiati solo dai Nox e probabilmente dai Furling. Più avanzati di loro vi sono solo gli Alterani, con cui, assieme a Nox e Furling, crearono l'Alleanza delle quattro grandi razze. Gli Asgard assunsero il ruolo di protettori della Via Lattea quando gli Antichi ascesero, ruolo stesso che loro passano infine ai Tau'ri concedendogli tutto il loro sapere.

## Fisiologia
Più di 30.000 anni fa, gli Asgard erano fisiologicamente umanoidi molto alti, in grado di procreare con la riproduzione sessuata ma nel tempo, a causa del loro programma di clonazione, il loro fisico mutò. All'epoca degli eventi di Stargate SG-1 gli Asgard sono alti circa 1 metro, con carnagione grigia, arti corti e sottili, testa larga e occhi neri; del tutto simili ai grigi delle storie sugli UFO, a cui sono ispirati. Il loro corpo, indebolito da millenni di clonazioni, è molto sensibile ad armi stordenti come lo Zat'nik'tel, infatti Loki sviene immediatamente quando viene colpito, mentre gli umani e i Jaffa resistono per un attimo prima di perdere i sensi. Sulla loro moderna anatomia si sa che non possiedono ghiandole in grado di secernere sostanze come l'adrenalina

## L'utilizzo della clonazione
Gli Asgard si convinsero di aver ottenuto l'immortalità quando scoprirono come clonarsi in maniera efficiente trasferendo al contempo le loro menti nei nuovi corpi clonati.
L'eccessivo utilizzo della clonazione, che non era priva di difetti, sarà tuttavia la causa del danneggiamento e della degradazione del genoma Asgard: col tempo, le nuove generazioni di cloni perderanno la capacità di riprodursi in maniera sessuata, e saranno talmente degradate geneticamente da impedire agli Asgard di ottenere l'Ascensione. All'epoca degli eventi di Stargate SG-1, gli Asgard sanno di essere prossimi all'estinzione, a meno che non riescano a migliorare la loro tecnica di clonazione e a ripristinare l'antico genoma. Sebbene impieghino molto tempo e risorse per raggiungere questi obiettivi, i loro migliori tentativi si rivelano futili.
I Vanir avranno più fortuna grazie al loro uso indiscriminato degli esseri umani per esperimenti, ma invece di risolvere il problema, lo posticiperanno.

## Storia

### Storia antica
Gli Asgard si evolsero sul pianeta Othala, nella Galassia di Ida. La loro storia e cultura crebbe per circa 100.000 anni e cominciarono l'esplorazione all'esterno della loro galassia circa nel 28.000 a.C. Ad un certo punto della loro storia, cominciarono un programma di clonazione nel tentativo di estendere indefinitamente la durata della loro vita, trasferendo le loro menti in nuovi corpi più giovani.

### 30.000 anni fa
Circa in questo periodo, una nave stellare Asgard, con un equipaggio in animazione sospesa, lasciò Othala. Il sistema di navigazione della nave ebbe però un guasto e la nave viaggiò senza meta per le galassie, giungendo infine nella Via Lattea anche se non è chiaro se questa fosse la loro meta originaria.

### 10.000 anni fa
Gli Asgard presero contatto pacificamente con Antichi, Furling e Nox, e in seguito cominciarono un conflitto con i Goa'uld. Dopo aver liberato diversi mondi umani dai Goa'uld, gli Asgard si dichiararono loro protettori finché non fossero sufficientemente evoluti, minacciando i Goa'uld stessi di violente rappresaglie se avessero tentato di schiavizzare nuovamente i loro protetti.
I Vanir, un gruppo di Asgard non favorevoli all'etica riguardante gli esperimenti sugli umani, lasciarono in questo periodo la Galassia di Ida, diretti verso quella di Pegaso dove continuarono questi esperimenti sugli umani di Pegaso. Il loro risultato fu tuttavia solo aver ritardato l'inevitabile.
Dopo la ritirata degli Antichi nella guerra contro i Wraith, questi attaccarono gli Asgard della Galassia di Pegaso. Le navi intergalattiche degli Asgard furono danneggiate e non avendo risorse per ripararle furono costretti a rimanere in questa galassia.
Nel tentativo di salvarsi, i Vanir giunsero su un pianeta tossico, ostile anche ai Wraith. L'atmosfera del pianeta, con il passare del tempo, continuò a degradarsi, costringendo i Vanir a costruire delle tute in grado di resistere alle condizioni del pianeta. Infine, le condizioni si aggravarono così tanto che furono costretti ad avventurarsi nuovamente nella galassia.

### Dal 10.000 a.C. all'epoca contemporanea
Nonostante gli sforzi, i Goa'uld divennero una grave minaccia per la Via Lattea. Essi in questo periodo cominciarono a prendere gli umani come ospiti, cosa che fece infuriare gli Asgard stessi, che vedevano nell'umanità un grande potenziale, probabilmente perché discendenti di una civiltà prospera come quella Alterana, e in seguito Antica. La superiorità tecnologica degli Asgard costrinse i Goa'uld a firmare un trattato di pace per impedire di essere distrutti.
Non accettando di consegnare il dominio della galassia ai Goa'uld, gli Asgard liberarono e trasportarono degli esseri umani dalla Terra in altri mondi e ponendo se stessi come divinità protettrici, non volendo spogliare i primitivi umani delle loro credenze e tradizioni. Questi incontri diedero vita sulla Terra alla mitologia norrena. Nei nuovi mondi, posizionarono dei dispositivi per determinare quando queste popolazioni fossero sufficientemente avanzate per conoscere, e presumibilmente prendere come esempio, la vera natura dei loro dei protettori.
Per assicurare che almeno alcuni di questi pianeti non fossero attaccati dai Goa'uld, gli Asgard firmarono con essi il Trattato dei pianeti protetti. Il trattato affermava che gli Asgard avevano concesso diversi benefici ai loro rivali, anche se non si sa di preciso quali, in cambio della promessa che i mondi protetti non sarebbero stati toccati. Il trattato poteva essere modificato per includere altri mondi, solo se entrambe le parti avessero accettato una negoziazione.
Per diverso tempo gli Asgard protessero questi pianeti con le loro navi da guerra ma l'invasione Replicante della Galassia di Ida li costrinse a trasferire delle risorse, lasciando i pianeti protetti solo nominalmente e non più fisicamente.
Fu in questo periodo che gli Asgard ritrovarono una loro nave persa da molto tempo. All'interno, vi era un antico Asgard perfettamente preservato. Lo scienziato Heimdall cominciò subito a studiare il corpo conservato, dato che era un clone dell'epoca in cui il loro programma di clonazione "non era ancora irreversibile".

### I Replicanti
Gli Asgard non sono stati in grado di aiutare la Terra costantemente durante la guerra con i Goa'uld, a causa di un'altra guerra che li ha tenuti impegnati a fronteggiare una minaccia ancora maggiore, i Replicatori. Le avanzatissime armi ad energia degli Asgard si resero ben presto inefficaci contro i Replicanti mentre le armi terrestri, basate su semplici reazioni chimiche la cui energia si trasforma in energia cinetica dei proiettili, sono qualcosa contro cui i Replicatori non possono difendersi.
L'SG-1 ha contribuito ad intrappolare tutti i Replicanti in una bolla di dilatazione temporale. Sfortunatamente i Replicanti in seguito riuscirono a fuggire e lanciarono un attacco al nuovo mondo degli Asgard, Orilla. Aegir guidò l'attacco alla nave Replicante appena emersa dall'iperspazio, prima che potesse alzare i suoi scudi. Non tutti i Replicanti vennero distrutti: una fazione comandata dal replicante di forma umana, conosciuto come Quinto, riuscì ad atterrare sul pianeta.
Il colonnello O'Neill, nel cui cervello era stato scaricato l'archivio degli Antichi per salvare la Terra dall'attacco di Anubis, riuscì a progettare e costruire un'arma, chiamata Disgregatore, in grado di bloccare la comunicazione fra le cellule dei Replicanti, rendendoli incapaci di ricomporsi una volta colpiti. Thor riuscì ad adattare la sua astronave in modo che funzionasse come il disgregatore in modo da eliminare tutti i replicanti sul pianeta della colonia Asgard.

### Dopo il conflitto con i Replicanti
Non è chiaro cosa abbiano fatto gli Asgard dopo la neutralizzazione da parte dell'SG-1 e dei Jaffa ribelli della minaccia dei Replicanti ma è ragionevole presumere che si siano impegnati nella ricostruzione della propria civiltà, provvedendo nel contempo a fornire conoscenza ai terrestri per costruire la Daedalus, dove inviarono un loro ingegnere, Hermiod. Gli Asgard furono coinvolti anche nelle battaglie contro gli Ori.

### L'estinzione
I loro ultimi fallimenti nel tentativo di riparare la degradazione genetica e il desiderio di non lasciare la loro tecnologia alla mercé di altre razze, convinse gli Asgard che l'unica strada da prendere fosse il suicidio di massa, auto-distruggendo il loro pianeta. Prima di fare ciò però, consegnarono al Comando Stargate un database Asgard contenente tutto sulla loro storia, cultura e tecnologia, e apportarono le modifiche più recenti sulla Odyssey.
Le nuove tecnologie furono impiegate subito quando delle navi madri Ori attaccarono Orilla e l'Odyssey. La nave terrestre ingaggiò battaglia contro una delle navi Ori mentre altre due si preparavano ad attaccare il pianeta. Nello stesso istante, gli Asgard fecero esplodere il pianeta, distruggendo se stessi e le due navi Ori. Gli apportamenti alla Odyssey le permisero di distruggere la nave Ori e, eventualmente, ogni altra nave avversaria.

### Il ritorno dei Vanir
Dopo aver abbandonato, nel 2008, il pianeta tossico su cui si erano stanziati, i Vanir trovarono un avamposto Lantiano, al cui interno si trovava il Dispositivo Attero, ma mancando un pezzo fondamentale non furono in grado di riattivarlo. Quando il Dr. Rodney McKay e Daniel Jackson trovarono il laboratorio segreto di Janus ad Atlantide, i Vanir si infiltrarono la città per rubare il pezzo mancante e rapire i due scienziati.
I Vanir li costrinsero ad attivarlo, sapendo che il dispositivo avrebbe sì distrutto le navi Wraith che entravano nell'Iperspazio, ma avrebbe anche fatto esplodere gli Stargate una volta attivati. Muovendosi solo in navi e non usando gli Stargate decisero che era una perdita accettabile. Tuttavia furono fermati da una nave dei Viaggiatori che distrusse due delle loro navi e l'avamposto, ma una delle navi riuscì a fuggire.

## Tecnologia
La tecnologia degli Asgard si basa sul Neutronium, elemento comune su Othala. Possiedono un livello tecnologico molto più elevato di quello dei Goa'uld e di molte altre razze dell'universo. Le uniche razze conosciute la cui tecnologia è o era in grado di tenere loro testa sono gli Antichi e gli Ori e probabilmente anche i Nox e i Furling.
Le loro navi sono in grado di attraversare migliaia di anni luce di spazio in pochi minuti e i loro scudi riescono a resistere a diversi colpi delle navi Ori senza subire danni. Sono inoltre dei maestri nell'utilizzo di avanzati mezzi di teletrasporto e tecnologie di proiezione olografica. Appena prima dell'estinzione riescono a sviluppare un'arma ad energia in grado di sfondare gli scudi delle navi Ori.
Dopo l'estinzione tutta la conoscenza e la tecnologia degli Asgard passa ai terrestri. Tuttavia, i terrestri impiegheranno decenni, se non secoli, per comprendere a pieno le varie tecnologie e poterle riprodurre. Il primo successo viene raggiunto quando vengono piazzate le nuove armi Asgard su tutti i vascelli terrestri.
I Vanir della Galassia di Pegaso utilizzano una tecnologia diversa da quella dei loro cugini, anche se ugualmente avanzata. Essi dispongono di avanzate armature, costruite per resistere all'atmosfera tossica del loro pianeta, pistole al plasma, piattaforme perforatrici usate come trasporto ed astronavi.

## Lingua
La lingua Asgard, nonostante suoni completamente aliena agli umani, sembra abbia influenzato la formazione delle lingue germaniche. La loro scrittura si avvale di un sistema molto simile a quello runico. Nell'universo di Stargate, così come le mitologie egiziana e greca sono state influenzate dai nomi Goa'uld, così gli Asgard influenzarono i nomi della mitologia norrena.
Il loro linguaggio è udibile dai brontolii che emette Hermiod quando è frustrato.

## Società e politica

### L'Alto Consiglio
L'Alto Consiglio Asgard è il corpo di governo della razza. La dimensione e la struttura del consiglio sono sconosciute, ma sembra essere composto da almeno sette membri, inclusi Freyr, Thor e Penigal. Il consiglio si riunisce in una vasta sala equipaggiata con proiettori olografici, il che gli permette di esser presenti alle udienze senza nessun pericolo per il loro mondo natale. L'Alto Consiglio prende decisioni che avranno effetto sull'intera razza e si occupa dei negoziati con le altre specie.

### Interazione con altre razze
Come parte del Trattato dei pianeti protetti, gli Asgard hanno posizionato sui pianeti in questione diverse misure difensive e rappresentazioni olografiche di loro stessi a difesa dai Goa'uld o da altri nemici.
Su Cimmeria, per esempio, Thor ha posizionato il Martello di Thor, un dispositivo che uccide i simbionti Goa'uld lasciando vivi e illesi i loro portatori (come ad esempio gli ospiti Goa'uld e i Jaffa). Il Martello viene distrutto dall'SG-1 dopo che Teal'c vi finisce intrappolato nell'episodio della prima stagione di Stargate SG-1 Il pianeta dei vichinghi; Thor in seguito lo sostituisce con un altro dispositivo identico ma in grado di riconoscere Teal'c come alleato.
Nonostante gli Asgard possiedano una flotta di navi con capacità difensive, non sono una razza militarista e disapprovano con fermezza l'uso della tecnologia come mezzo d'attacco. Quando formano un'alleanza coi Tau'ri, concedono loro la tecnologia degli scudi Asgard, dei sensori Asgard, dei teletrasporti Asgard e dell'hyperdrive Asgard, ma si rifiutano di concedere ogni sorta di arma, fino a che non sono sul punto di estinguersi.

### Il Trattato dei pianeti protetti
Il Trattato è un armistizio tra gli Asgard e i Goa'uld, il quale prevede che questi pianeti rimangano liberi dall'oppressione dei Goa'uld stessi. Ci sono 27 pianeti che si conosce esserne membri, tra cui la Terra. In ogni caso, solo quattro altri pianeti sono stati specificatamente menzionati:
- Adara II, una stazione di ricerca Asgard[12]
- Cimmeria, un pianeta abitato da discendenti dei Vichinghi[1][2]
- Galar, un pianeta tecnologicamente avanzato[24]
- K'tau[21]

L'entrata della Terra nel Trattato viene narrata nell'episodio di Stargate SG-1 "Bersaglio facile": i Signori del Sistema avevano deciso di attaccare la Terra, e gli Asgard fecero in modo di organizzare una riunione, tenutasi al Comando Stargate, di tre delegazioni rappresentanti i Goa'uld, gli Umani e gli Asgard, con il proposito di includere la Terra nel Trattato. A nome dei Goa'uld assistettero i Signori del Sistema Yu, Nirrti e Cronus. Thor rappresentò gli Asgard e scelse Jack O'Neill per rappresentare gli Umani. Nonostante la trattativa non fosse iniziata nel migliore dei modi, alla fine venne raggiunto un accordo che soddisfacesse tutte le parti e la Terra entrò a far parte del trattato di protezione. Il Trattato venne poi infranto da Anubis quando attaccò la Terra.

## Tattiche militari
Riguardo alle tattiche militari degli Asgard si sa poco se non che utilizzano la loro tecnologia avanzata per dominare i loro nemici ed ottenere la vittoria. Solitamente non hanno necessità di usare l'inganno per intimorire i propri nemici se non in alcune situazioni eccezionali. Gli Asgard non hanno esitazione a sacrificarsi in battaglia, come quando Thor decise senza paura di auto-distruggere il proprio vascello per impedire alla nave Replicante di raggiungere Orilla seguendolo.

## Pianeti degli Asgard
Pianeti controllati dagli Asgard:
- Halla, colonia e poi prigione
- Orilla, nuovo pianeta natale
- Othala, pianeta d'origine

## Curiosità
- In realtà, i brontolii di Hermiod non sono altro che frasi in inglese lette al contrario dal doppiatore originale dell'Asgard.[25]
- Nella mitologia norrena, cui evidentemente si sono ispirati gli ideatori della serie, Ásgarðr (anglicizzato proprio Asgard) è la dimora degli Æsir, gli dèi, signori assoluti del cielo.